# Aigle (1800)
Pour les articles homonymes, voir Aigle (homonymie).
L’Aigle était un navire de guerre français en service de 1800 à 1805. C'était un vaisseau de 74 canons de la classe Téméraire, construit à Rochefort en 1800. 
En 1805, il mit les voiles pour les Antilles, en compagnie de l’Algésiras où ils se joignirent à la flotte française du vice-amiral Villeneuve.
En octobre 1805, l’Aigle participe à la bataille de Trafalgar. Il fut capturé par les Britanniques au cours de la bataille.
Le lendemain, l'équipage captif se révolta contre la garnison de prise, et reprit le contrôle du navire. Cependant, il fut détruit dans une tempête le 23 octobre 1805.